# Gustav Tschermak von Seysenegg
Gustav Tschermak von Seysenegg (Litovel, 19 aprile 1836 – Vienna, 4 maggio 1927) è stato un mineralogista tedesco.

## Biografia
Seysenegg è nato a Litovel, nel distretto di Olomouc (in Moravia), e ha studiato presso l'Università di Vienna, dove ha ottenuto un grado di insegnamento. Ha studiato mineralogia a Heidelberg e a Tubinga e ha ottenuto un dottorato di ricerca. Tornò a Vienna come docente di mineralogia e chimica e, nel 1862 è stato nominato secondo vice curatore dell'Impero Mineralogico Gabinetto, diventando direttore nel 1868. Si è dimesso come direttore nel 1877. È stato anche docente di petrografia presso l'Università di Vienna. È stato nominato professore nel 1873 e membro dell'Accademia Imperiale delle scienze, e membro dell'Accademia Reale Svedese delle Scienze nel 1905. Morì nel 1927, all'età di 91 anni.

## Opere
Le sue opere si basavano su minerali e meteoriti; il minerale tschermakite è stato chiamato così in suo onore. Nel 1871 ha fondato il Mineralogische Mitteilungen, rinominato nel 1878 come il Mineralogische und petrographische Mitteilungen.
Le sue principali pubblicazioni sono:
- Die Porphyrgesteine Oesterreichs (1869)
- Die mikroskopische Beschaffenheit der Meteoriten (1883)
- Lehrbuch der Mineralogie (1884; 5th ed. 1897) Digital 5th edition del University and State Library Düsseldorf

## Vita privata
Ebbe due figli, Armin von Tschermak-Seysenegg, professore di fisiologia, e Erich von Tschermak-Seysenegg, un botanico, che fu uno dei ri-scopritori delle leggi della genetica di Mendel.